# Сомерсет (Вісконсин)
Сомерсет (англ. Somerset) — селище (англ. village) в США, в окрузі Сент-Круа штату Вісконсин. Населення — 3019 осіб (2020).

## Географія
Сомерсет розташований за координатами 45°7′38″ пн. ш. 92°40′26″ зх. д. / 45.12722° пн. ш. 92.67389° зх. д. (45.127252, -92.673950).  За даними Бюро перепису населення США в 2010 році селище мало площу 7,12 км², уся площа — суходіл.

## Демографія
Згідно з переписом 2010 року, у селищі мешкало 2635 осіб у 990 домогосподарствах у складі 654 родин. Густота населення становила 370 осіб/км².  Було 1102 помешкання (155/км²).
Расовий склад населення:
| - 93,1 % — білих - 1,0 % — чорних або афроамериканців - 0,8 % — азіатів - 0,6 % — корінних американців - 2,0 % — осіб інших рас |

До двох чи більше рас належало 2,5 %. Частка іспаномовних становила 5,1 % від усіх жителів.
За віковим діапазоном населення розподілялося таким чином: 32,1 % — особи молодші 18 років, 62,4 % — особи у віці 18—64 років, 5,5 % — особи у віці 65 років та старші. Медіана віку мешканця становила 29,6 року. На 100 осіб жіночої статі у селищі припадало 95,8 чоловіків;  на 100 жінок у віці від 18 років та старших — 93,1 чоловіків також старших 18 років.
Середній дохід на одне домашнє господарство  становив 68 764 долари США (медіана — 61 625), а середній дохід на одну сім'ю — 79 273 долари (медіана — 73 750). Медіана доходів становила 51 991 долар для чоловіків та 40 515 доларів для жінок. За межею бідності перебувало 9,5 % осіб, у тому числі 10,5 % дітей у віці до 18 років та 2,4 % осіб у віці 65 років та старших.
Цивільне працевлаштоване населення становило 1502 особи. Основні галузі зайнятості: виробництво — 21,3 %, освіта, охорона здоров'я та соціальна допомога — 17,0 %, роздрібна торгівля — 16,0 %.